# Titularbistum Recanati
Recanati ist ein Titularbistum der römisch-katholischen Kirche.
Es geht zurück auf das Bistum Recanati mit Sitz in der gleichnamigen Stadt, die sich in der italienischen Region Marken befindet.
Am 17. Dezember 2022 wurde das Bistum Recanati durch Papst Franziskus als Titularsitz wiedererrichtet und am 21. April 2023 erstmals vergeben.
| Titularbischöfe von Recanati |                                                       |                  |                |     |
| Nr.                          | Name                                                  | Amt              | von            | bis |
| 1                            | Diego Giovanni Ravelli Titularerzbischof pro hac vice | Kurienerzbischof | 21. April 2023 |     |